# 水俣市立石坂川小学校
水俣市立石坂川小学校（みなまたしりつ いしざかがわしょうがっこう）は、かつて熊本県水俣市石坂川にあった小学校。

## 沿革
- 1879年（明治12年）- 葛渡小学校分校創立。
- 1883年（明治16年）- 石坂川小学校として分離。
- 1901年（明治34年）- 石坂川尋常小学校と改称。
- 1941年（昭和16年）- 石坂川国民学校に改称
- 1947年（昭和22年）- 葦北郡水俣町立石坂川小学校に改称
- 1949年（昭和24年）- 水俣市立石坂川小学校に改称
- 1950年（昭和25年）- 石飛分校設置。
- 2008年（平成20年）- 水俣市立葛渡小学校へ統合。